# St-Gervais-St-Protais (Courdimanche-sur-Essonne)

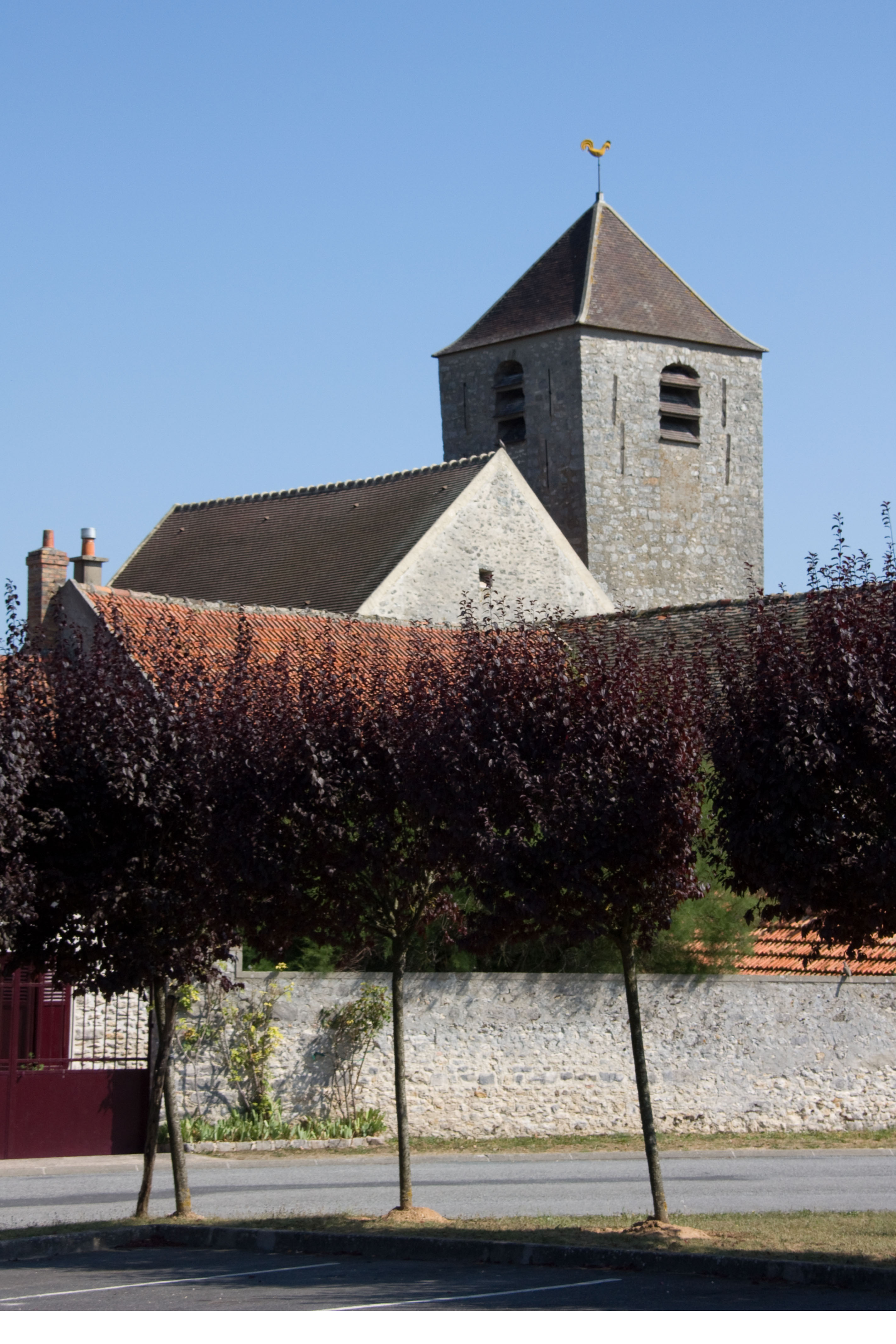
Kirche St-Gervais-St-Protais in Courdimanche-sur-Essonne

Die Kirche St-Gervais-St-Protais in Courdimanche-sur-Essonne, einer französischen Gemeinde im Département Essonne in der Region Île-de-France, wurde ursprünglich im 12. Jahrhundert errichtet und im 18. Jahrhundert verändert. Der Glockenturm der den Heiligen Gervasius und Protasius geweihten Kirche wurde 1925 als Monument historique in die Liste der Baudenkmäler in Frankreich aufgenommen.
Aus dem 12. Jahrhundert ist der rechteckige Glockenturm an der Südseite erhalten. Der Saalbau besitzt einen Chor mit geradem Schluss.

## Ausstattung
Von der Ausstattung sind erwähnenswert:
- Pietà aus dem 17. Jahrhundert
- Holzskulptur des heiligen Gervasius vom Anfang des 17. Jahrhunderts
- Statuen des Altars (19. Jahrhundert) aus dem 17. Jahrhundert